# Pletismógrafo

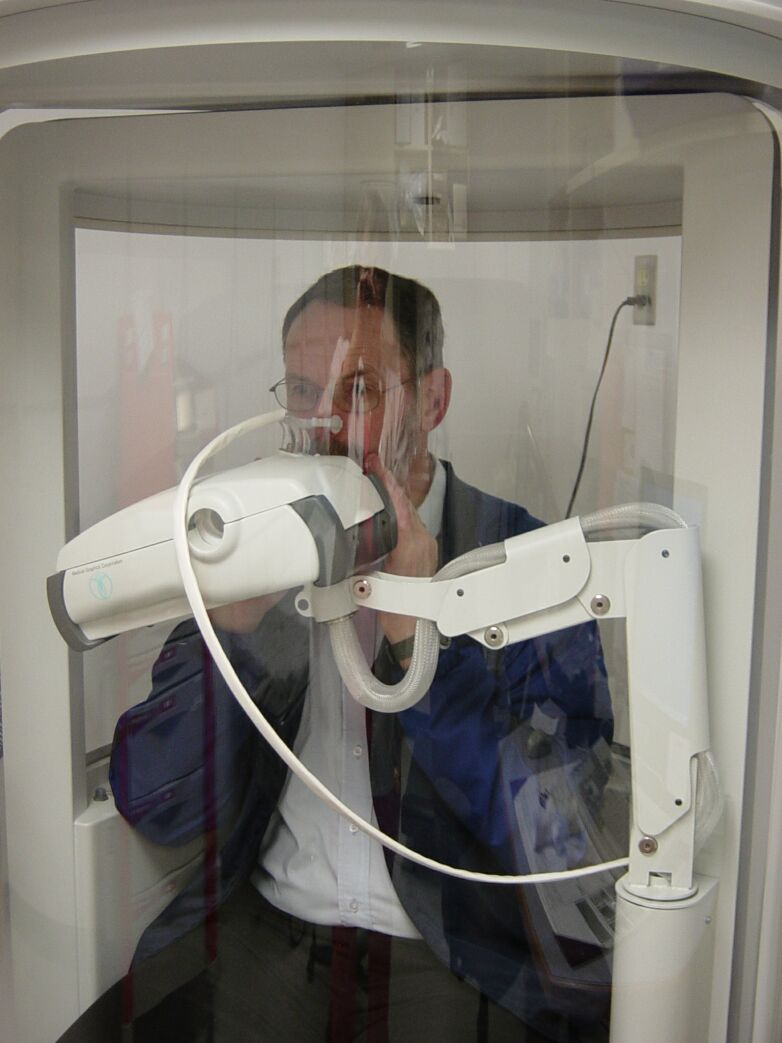
Un hombre sometiéndose a una pletismografía de cuerpo entero.

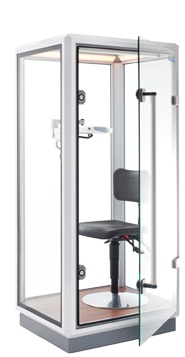
Un pletismógrafo corporal moderno que utiliza técnicas de ultrasonido.

Un pletismógrafo es un aparato que se utiliza para determinar variaciones en el volumen de un órgano o del cuerpo en sí (generalmente como resultado de oscilaciones en la cantidad de sangre o de aire que este contiene o de variaciones en la presión). La palabra proviene del griego «plethysmos» (aumentar, dilatar, llenar) y «graphos» (escribir).

## Órganos estudiados

### Pulmones
Los pletismógrafos pulmonares se emplean normalmente para medir la capacidad residual funcional (CFR) de los pulmones (el volumen de los pulmones cuando los músculos de la respiración están relajados), así como la capacidad pulmonar total.
Cuando se utiliza un pletismógrafo tradicional, el paciente se sitúa dentro de una cámara del tamaño de una cabina telefónica pequeña, sellada y con una boquilla. Al finalizar la espiración natural, se cierra la boquilla. Después, se pide al paciente que realice un ejercicio de inspiración. Cuando el paciente intenta inspirar (con un movimiento de respiración profundo y fuerte), los pulmones se expanden, por tanto, disminuye la presión en los pulmones y aumenta el volumen pulmonar. Posteriormente, esto hace que aumente la presión de la cabina, ya que es un sistema cerrado y el volumen del compartimento de la cabina ha disminuido para adaptarse al volumen nuevo del cuerpo del sujeto.
En una pletismografía sin cabina, el paciente se sienta junto a un dispositivo situado en una mesa y se introduce la boquilla en la boca. Durante un minuto aproximadamente, este tomará aire y respirará con normalidad. Durante esta respiración, habrá una serie de interrupciones rápidas, debido a la apertura y cierre de una rejilla. De este modo se medirá la presión y el volumen.
Sin embargo, la cabina pletismográfica sigue siendo el estándar de oro de medición para el TGV considerando que el único estudio publicado es patrocinado por la marca que comercializa este dispositivo además de que 5 de los 9 autores de dicho estudio tienen conflicto de intereses.

#### Enfoque metodológico
Para calcular el volumen desconocido dentro de los pulmones, se utiliza la ley de Boyle. Primero, se calcula la variación del volumen del tórax. La presión inicial de la cabina mide su volumen, y este se considera equivalente a la presión conocida tras la expansión que mide el nuevo volumen desconocido. Después de haber hallado este nuevo volumen, el volumen inicial menos el nuevo es la variación de volumen en la cabina y también la variación de volumen del tórax. Con estos datos, se vuelve a utilizar la ley de Boyle para determinar el volumen inicial de aire en el tórax: el volumen inicial (desconocido) que mide la presión inicial es igual al volumen final que mide la presión final. A partir de este principio, se puede demostrar que la capacidad residual funcional depende de la variación de volumen y presiones del siguiente modo:
{\displaystyle CFR=K_{V}{\Delta V_{cabina} \over \Delta P_{boca}},K_{V}\approx P_{Barom{\acute {e}}trica}}
La diferencia entre unos pulmones llenos y unos vacíos se puede utilizar para evaluar enfermedades, así como los bloqueos de las vías respiratorias. Una enfermedad obstructiva mostrará un aumento de la CFR, ya que en condiciones normales algunas vías respiratorias no se vacían con normalidad, mientas que una enfermedad restrictiva mostrará una disminución de la CFR. La pletismografía corporal es apropiada, en particular, para pacientes que presentan unos alvéolos que no se comunican con el árbol bronquial. En este tipo de pacientes, una dilución de helio supondrá una cifra erróneamente baja.
Otro valor importante que puede calcularse con un pletismógrafo corporal es la resistencia de las vías respiratorias. Durante la inspiración, el tórax se expande, lo que provoca un aumento de la presión dentro de la cabina. Mientras se observa la llamada «curva de resistencia» (la presión y el flujo de la cabina), las enfermedades se pueden reconocer con facilidad. Si la curva de resistencia se vuelve planar, indica una mala distensibilidad pulmonar. Una enfermedad pulmonar obstructiva crónica (EPOC), por ejemplo, puede detectarse fácilmente gracias a la forma única de la curva de resistencia correspondiente.

### Extremidades
Algunos pletismógrafos se fijan a los brazos, piernas u otras extremidades y se utilizan para determinar la capacidad circulatoria.
Durante una pletismografía de agua, se introduce una extremidad (por ejemplo, un brazo) en una cámara llena de agua en la que se pueden detectar variaciones en el volumen. La pletismografía de aire utiliza un método parecido, aunque basado en un manguito largo lleno de aire, que aunque es más práctico, es menos exacto.
Otro aparato bastante útil es el medidor de tensión relleno de mercurio, que se utiliza para medir de forma continua el perímetro de una extremidad, por ejemplo, de la mitad de la pantorrilla.
La pletismografía por impedancia (artículo en inglés) es un método no invasivo utilizado para detectar flebotrombosis en esas zonas del cuerpo.

### Genitales
Otro tipo frecuente de pletismografía es la pletismografía peneana. Este aparato se utiliza para determinar las variaciones en el torrente sanguíneo del pene. A pesar de que algunos investigadores utilizan este aparato para determinar la excitación sexual y la inclinación sexual, «Generalmente, los tribunales que han analizado la pletismografía peneana dictaminan que esta técnica no es lo suficientemente fiable como para utilizarse ante un tribunal».
Un equivalente femenino a la pletismografía peneana es la fotopletismografía vaginal (artículo en inglés), que determina ópticamente las variaciones en el torrente sanguíneo de la vagina.

## Utilización en investigación preclínica
La pletismografía es un procedimiento muy extendido durante la investigación básica y la investigación preclínica para estudiar la respiración. Se utilizan diversas técnicas:

### Valores respiratorios en animales conscientes y con libertad de movimiento: pletismografía de cuerpo entero
La pletismografía de cuerpo entero se utiliza para determinar los valores respiratorios de sujetos conscientes y libres, principalmente para cuantificar la broncoconstricción.
El pletismógrafo de tamaño estándar se utiliza para el estudio de ratones, ratas y cobayas. También se pueden fabricar pletismógrafos más grandes para otros animales (como conejos, perros, cerdos o primates) bajo petición.
El pletismógrafo tiene dos cámaras, cada una de ellas equipada con un neumotacógrafo. El sujeto se sitúa en una de ellas (cámara del sujeto) y la otra permanece vacía (cámara de referencia).
La variación de la presión se mide con un transductor de presión diferencial. Un puerto se expone a la cámara del sujeto y el otro, a la cámara de referencia.

### Valores respiratorios de animales conscientes y con restricción de movimiento: pletismografía de doble cámara/pletismógrafo Head-Out (con la cabeza hacia afuera)
El pletismógrafo de doble cámara (dcp, por sus siglas en inglés) mide los valores respiratorios de un sujeto consciente y con restricción de movimiento, principalmente la resistencia de las vías respiratorias y la conductancia. Existen diferentes tamaños de pletismógrafos para el estudio de ratones, ratas o cobayas.
La forma del pletismógrafo Head-Out es idéntica a la forma estándar anteriormente descrita, excepto que no presenta una cámara para la cabeza, de modo que esta queda en el exterior.
Se aplica un sellado en el collarín para que la cámara del cuerpo continúe siendo hermética. Con tan solo una señal torácica, se pueden obtener todos los valores, salvo la resistencia de las vías respiratorias (sRaw) y la conductancia específica de las vías respiratorias (sGaw).

### Resistencia/distensibilidad en animales sedados
En una pletismografía en la que se utiliza la anestesia, se miden directamente la resistencia pulmonar y la distensibilidad dinámica, puesto que el sujeto está anestesiado.
El sujeto puede respirar de forma espontánea (técnica SB) o gracias a la ventilación mecánica (técnica MV) en función del nivel de sedación.
Para calcular la distensibilidad y la resistencia, se necesita una señal de flujo y una señal de presión.

### Flujo sanguíneo cerebral
Recientemente, se ha estudiado el flujo sanguíneo de las venas cerebrales para intentar establecer una conexión entre la insuficiencia venosa cerebroespinal crónica y la esclerosis múltiple. Este pequeño estudio no ha sido suficiente para determinar una conclusión, pero se ha demostrado que puede haber cierta asociación.

## Lecturas relacionadas

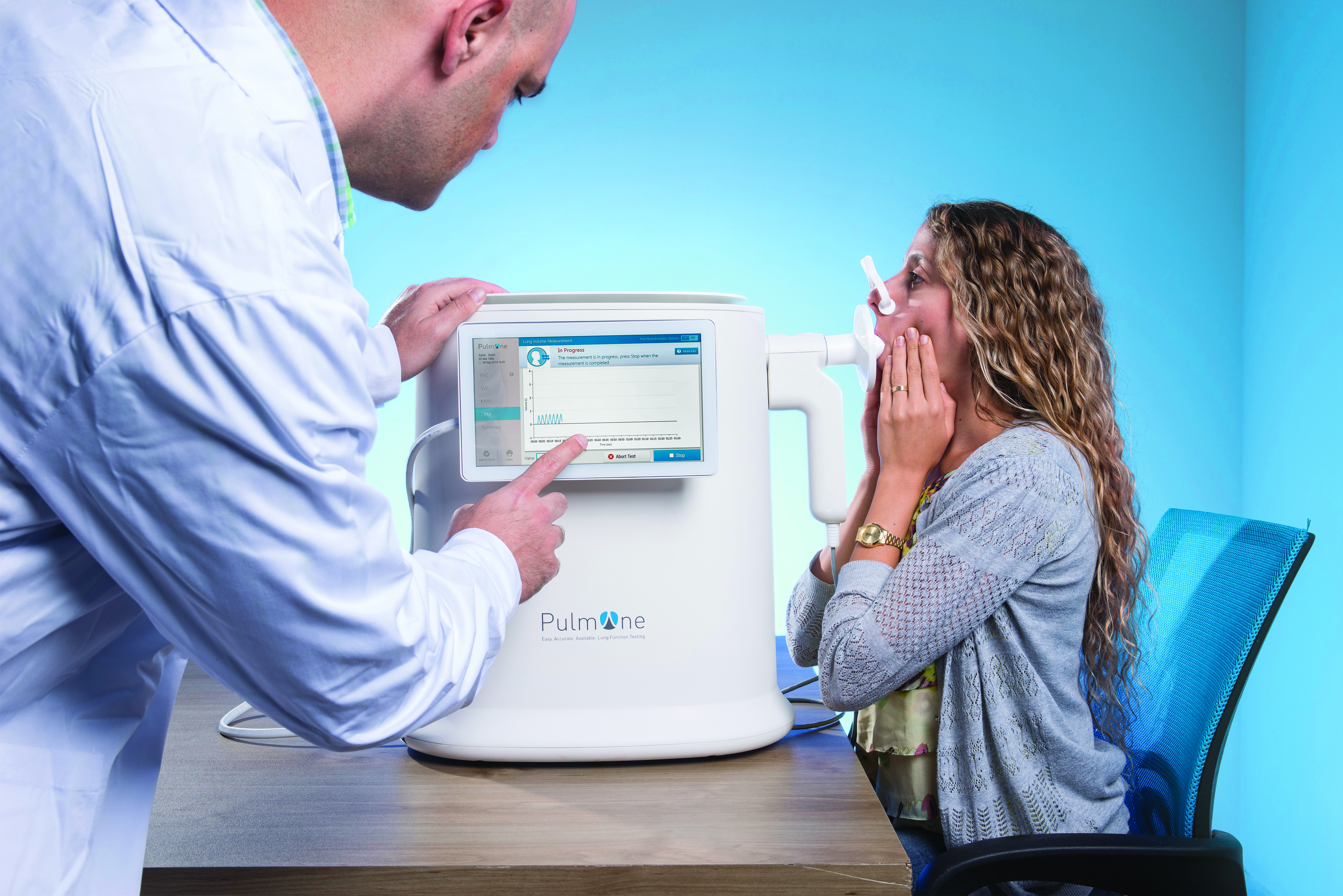
Pletismografía de mesa sin cabina para la función pulmonar

Glaab T, Taube C, Braun A, Mitzner W (2007) Invasive and noninvasive methods for studying pulmonary function in mice. Respiratory Research 8:63 (artículo completo gratuito en inglés)